# Ларс Петер Гансен
Ларс Пітер Хансен (англ. Lars Peter Hansen; 26 жовтня 1952, Іллінойс) — американський економіст, економетрист. Лауреат Нобелівської премії з економіки 2013 року. Один з найвідоміших творців узагальненого методу моментів.
Після закінчення університету штату Юти (ступінь бакалавра, 1974) і Університету Міннесоти (ступінь доктора філософії, 1978) працював асистентом професора в Університеті Карнегі-Меллона. У 1981 році перейшов до Університету Чикаго, де став членом Національної академії наук США. Спільно з Кеннетом Сінглтоном є володарем медалі Фріша за 1984 рік, також удостоєний премії Неммерса з економіки за 2006 рік.
Є автором робіт із застосування узагальненого методу моментів для аналізу економічних моделей в різних областях, включаючи економіку праці, міжнародні фінанси, фінанси і макроекономіку.